# Neptune (Veronica Mars)
Neptune, in California, è una città immaginaria in cui è ambientata la serie televisiva Veronica Mars.
Neptune è situata nell'altrettanto immaginaria contea di Balboa, nella California meridionale, vicino alla esistente contea di San Diego. Come le reali città statunitensi, ha uno sceriffo che applica le leggi della contea. All'inizio della serie tale incarico è ricoperto da Don Lamb, sostituito dopo la sua morte nella terza stagione dal suo predecessore Keith Mars, padre della protagonista. La stagione si conclude con le elezioni per la carica di sceriffo, i cui candidati sono lo stesso Keith e Vincent "Vinnie" Van Lowe.
Nella città sono presenti molte aziende, una su tutte la Kane Software, il cui fondatore è Jake Kane. Tra le numerose location della fiction, spiccano inoltre il Neptune High School, il liceo che Veronica frequenta nella prima e seconda serie, e l'Hearst College, l'università presso la quale studia la protagonista nell'ultima serie prodotta, la terza. Il nome della scuola superiore gioca su quello della città, Neptune, e quello del dio romano Nettuno ("Neptune" in inglese), rappresentato col tridente sul pavimento dell'ingresso; anche la confraternita studentesca dei "Tritoni" - "Tritons" nell'originale - fa riferimento a tale gioco di parole (Tritone è infatti uno dei figli di Poseidone, l'equivalente greco di Nettuno). Il nome del college, invece, deriva dalla famiglia Hearst, nota nella zona per le attività commerciali Hearst-Mart.
Vi sono poi altri ambienti a corollario, quali il Neptune Grand Hotel. Il Neptune Grand, in particolare, è un hotel di lusso, ad uso principale delle classi benestanti, in contrapposizione al ben più economico Camelot Motel.
Gli esterni del Neptune Grand sono dell'Hyatt Regency.

## Creazione
La città di Neptune, inesistente nella realtà, è stata ricostruita in parte negli studi della Stu Segall Productions e in parte in luoghi reali, individuati dalla produzione principalmente a San Diego e dintorni; tra questi ultimi:
- la sede della Mars Investigations, per i cui esterni si è fatto ricorso a un edificio in Adams Avenue nel quartiere Normal Heights[5];
- la Neptune High School, i cui esterni sono quelli della Oceanside High School, al numero 1 di Pirates Cove Way a Oceanside, una città costiera della Contea di San Diego[5];
- l'Hearst College, per il quale sono stati utilizzati il campus e vari interni della San Diego State University[5].

Come spiega la voce narrante di Veronica Mars, nelle intenzioni degli autori Neptune rappresenta una città dove le disparità tra classi sociali sono molto evidenti e dove "nulla avviene per caso". L'assenza di un ceto medio esacerba il problema della giustizia, che difende chi è in grado di comprarla mentre tende ad accusare chi non lo è, al di là dall'effettiva colpevolezza. La disparità fra ricchi e poveri è sottolineata dagli autori attraverso vari dettagli, tra cui il fatto che solo gli studenti appartenenti alla classe bassa si rechino a scuola in autobus, ovvero col trasporto pubblico, mentre quelli appartenenti alla classe alta ricorrano a mezzi propri, compresa la limousine.

## Geografia
Neptune è una comunità costiera collocata tra San Diego e Los Angeles lungo la Pacific Coast Highway. La serie è ambientata nell'immaginaria contea di Balboa. Molte località della California sono state chiamate così in onore di Vasco Núñez de Balboa, compresa la Penisola di Balboa, parte di Newport Beach nella Orange County e anche il San Diego's Balboa Park. Mentre certe località sono realmente collocate nella Orange County, altre potrebbero essere vicine, per caratteristiche, alla periferia della parte nord della contea di San Diego, denominata colloquialmente dai loro abitanti come "North County".
In realtà, la State Route 1 non corre a sud di Orange County. Comunque, i personaggi del telefilm sembrano considerare San Diego la città più vicina, e la visitano molto frequentemente come farebbero i residenti della Orange County  e visitano, invece, Los Angeles molto meno spesso. Orange County è comunemente considerata parte della più grande area che è Los Angeles, la quale è separata dall'area metropolitana di San Diego dal tratto costiero sottosviluppato occupato dal Campo Base dei Marine "Pendleton". Nella serie si dichiara che Neptune dista da Tijuana poche ore di viaggio; mentre ciò è tecnicamente coerente con una località sita nell'Orange County, è molto più probabile considerarla una località nel San Diego County, che, in realtà, condivide un confine con Tijuana e mostra un elevato quantitativo di traffico veicolare. Inoltre, nell'area della North County  hanno sede un gran numero di aziende tecnologiche, che permettono il benessere della zona e che sono servite da ispirazione per l'immaginaria Kane Software.
L'ideatore della serie, Rob Thomas, dichiarò in un'intervista che Neptune è situata nelle vicinanze di San Juan Capistrano nell'Orange County. Le scene ambientate a Neptune sono di solito riprese nella San Diego County, e gli esterni di tutte le location più importanti della serie si trovano qui. Per esempio, gli esterni del residence dei Mars si possono trovare a For Point Loma, e gli esterni della Mars Investigations sono ripresi sulla Adams Avenue in Normal Heights. Oceanside High School ad Oceanside, California è servito ad ispirare l'immaginario Neptune High, e la San Diego State University ha ispirato l'altrettanto immaginario Hearst College.
Entrambe la North San Diego County e la Orange County condividono molti stereotipi culturali come il benessere, l'essere politicamente conservatori e il grande divario di reddito tra la classe agiata e quella medio - piccola. Il rapporto della Contea di Balboa con le Contee di San Diego e di Orange, e i confini tra loro, nell'universo di Veronica Mars non è stato stabilito. In qualità di comunità costiere, Neptune ha molte spiagge. Alcune sono pubbliche, ma molte altre sono dominio dei ricchi, direttamente o attraverso club privati. Il clima è mite quasi tutto l'anno con poche piogge, come si può vedere dalla "mensa" esterna della scuola. 
I codici di avviamento postali, reali, più vicino allo "90909" sono 90899, che appartiene a Long Beach, California, il 91001 di Altadena, California, e 92009 di Carlsbad, sempre in California.

## Politica
Tutti gli aspetti di Neptune, compresa la politica, sono controllati dagli "09". Neptune è il seggio della Contea di Balboa, che comprende l'ufficio dello Sceriffo (l'unico visto) e l'ufficio dell'Amministratore della Contea.

## Economia
Nelle parole di Veronica, se vivi a Neptune, "o i tuoi genitori sono milionari, oppure lavorano per i milionari", e quindi vi è un notevole divario economico fra i ricchi e il resto della popolazione, non essendo presente una classe media.
Nell'episodio pilota come nei successivi della prima serie, si capisce che la famiglia Mars vive ai margini della società degli 09 e che parte della loro reputazione sociale deriva dal rapporto di Veronica con Duncan Kane, figlio del magnate dei software Jake Kane, nonché dall'essere stato sceriffo fino al caso dell'assassinio di Lilly Kane stessa.
La Kane Software, l'azienda più grande e di maggior successo della zona, è la responsabile dello sviluppo della tecnologia dello streaming video, ed è responsabile del boom economico della zona poiché al momento della sua quotazione in borsa le azioni salirono alle stelle e praticamente ogni dipendente divenne di colpo ricco.
Altri ricchi sono la star del cinema Aaron Echolls e lo speculatore immobiliare Casablanca.